# Model Studio CS Трубопроводы
Model Studio CS Трубопроводы (Мо́дел Сту́дио СиЭс Трубопроводы) — прикладной программный продукт, предназначенный для трёхмерного моделирования трубопроводных систем производственных площадок, автоматизирующий работу проектировщиков технологической части строительного проектирования. Model Studio CS Трубопроводы входит в линейку программных продуктов Model Studio CS.

## Функциональные возможности
Работая на графической платформе nanoCAD и AutoCAD, программа Model Studio CS Трубопроводы значительно расширяет её функциональность и позволяет:
- осуществлять трехмерную компоновку технологических площадок, проверять полученные модели на самопересечения и на соответствие ПБ 03-585-03 (Правила устройства и безопасной эксплуатации технологических трубопроводов), что подтверждено соответствующим сертификатом
- выполнять разрезы по полученной модели, автоматически наносить на них размеры, осевые линии, отметки уровня и выноски
- автоматически генерировать табличную документацию — спецификации, экспликации и ведомости
- передавать расчетную модель трубопроводов в расчетные программы, например, в СТАРТ, Гидросистему, Изоляцию
- экспортировать готовую модель в программное обеспечение, позволяющее объединять большие модели и визуализировать их.

Создание 3D-модели происходит с использованием базы данных оборудования, изделий и материалов, поставляемой в комплекте с программным обеспечением. База данных пополняемая и редактируемая.

## Графическая платформа
Model Studio CS Трубопроводы использует графическую платформу AutoCAD следующих версий: 2007/2008/2009/2010/2011/2012 32/64bit.

## Поддерживаемые операционные системы
Операционные системы Windows 7 32, 64-bit, Windows Vista 32, 64-bit, Windows XP 32, 64-bit (версии не ниже SP3).

## Награды
В 2011 году на XXIII ежегодной выставке информационных и коммуникационных технологий Softool программный продукт Model Studio CS Трубопроводы занял второе место в конкурсе «Softool: Продукт года-2011» в номинации Системы автоматизированного проектирования

## Статьи
- САПР и графика № 10’2011 (недоступная ссылка) : Model Studio CS Трубопроводы, «Гидросистема» и «Изоляция» — дружная команда, Александр Коростылёв, Леонид Корельштейн, 2011;
- САПР и графика № 3’2010 (недоступная ссылка) : Studio CS Трубопроводы: рождение сверхновой,Сергей Стромков, Андрей Федоров, Алексей Крутин, 2010;
- CADmaster #3(53) 2010 : Применение программы Model Studio CS Трубопроводы в нефтегазовой отрасли, Алексей Крутин, 2010]
- САПР и графика № 11’2009 (недоступная ссылка): Studio CS Трубопроводы — проект за час, Алексей Крутин, 2009;
- САПР и графика № 6’2008 (недоступная ссылка) : Model Studio CS Трубопроводы, Игорь Орельяна, 2008;